# فیلیبر ژاک ملوت
فیلیبر ژاک ملوت (انگلیسی: Philibert Jacques Melotte; ۲۹ ژانویهٔ ۱۸۸۰ – ۳۰ مارس ۱۹۶۱) اخترشناس اهل بریتانیا بود که والدینش از بلژیک به آن کشور مهاجرت کردند.
او در سال ۱۹۰۸ یکی از قمرهای مشتری را که امروزه به نام پاسیفائه شناخته می‌شود کشف کرد. در آن زمان این سیارک به سادگی "مشتری هشتم" ("Jupiter VIII") نامیده شد و تا سال ۱۹۷۵ نام کنونی به آن داده نشده بود. اما شباهت آن با نام کاشف اتفاقی نیست.
سیارک ۶۷۶ که در بخش بیرونی کمربند سیارک‌ها قرار دارد تنها سیارکی که فیلیبر ژاک ملوت کشف کرده «ملیسا» نام‌گذاری شده بود؛ در آتیک گویشی از زبان یونانی به معنای زنبور است.
خوشه ستاره‌ای آشکار در صورت فلکی گیسو معمولاً ملوت ۱۱۱ نامیده می‌شود زیرا در فهرست خوشه‌های ستاره‌ای ملوت در سال ۱۹۱۵ ظاهر شد، اما در فهرست معروف دگرهستی‌ها در ژرفای آسمان شارل مسیه یا در کاتالوگ عمومی جدید؛ از آنجایی که اثبات نشده بود، نامگذاری نشد. تا سال ۱۹۳۸ توسط ستاره‌شناس رابرت جولیوس ترامپلر نشان داده شد که آن یک خوشه واقعی بود.
ملوت در سال ۱۹۰۹ مدال جکسون-گویلت انجمن سلطنتی نجوم را دریافت کرد. مجموعه‌ای از مقالات او در کتابخانه دانشگاه کمبریج نگهداری می‌شود.